# 笠原和夫 (野球)
笠原 和夫（かさはら かずお、1920年6月3日 - 1998年4月10日）は、大阪府大阪市出身のプロ野球選手（外野手）・監督、解説者・評論家。

## 来歴・人物
市岡中学校（旧制）時代は1936年、1937年と2年連続で選抜野球大会に出場。早稲田大学野球部では主将を務め、1943年10月16日に東京・戸塚球場にて開催された出陣学徒壮行早慶戦（いわゆる最後の早慶戦）に早稲田の4番打者として出場した。
第二次世界大戦後に復員後、大野大喜クラブ（福井）、北新化学（後に親会社北新合板に吸収され現在のホクシンとなる）、全大阪を経て1948年、南海ホークスに入団。入団1年目に全試合に出場し、当時の新人選手最多となる160安打を記録した。その後は年々出番が減り、1953年には代打での出場がメインとなる。
1954年、高橋ユニオンズ設立に伴い移籍。1955年シーズン終盤にはノイローゼとなった浜崎真二監督（シーズン終了後正式に退任）に代わり選手兼任監督に就任（当初は若林忠志ヘッドコーチに任されるはずだったが、若林が嫌がったため笠原が担うことになった）。翌1956年も務めたが、球団が大映スターズと合併（実質解散）するのに伴い退任、同時に現役引退。1957年、何人かの選手とともに笠原も大映に入り、助監督を務める。同年退団。
引退後は朝日放送・ラジオ関西・近畿放送解説者、日刊スポーツ評論家を務めた。1998年4月10日死去。77歳没。

## エピソード
妻はプロ野球初の女性場内アナウンサーと言われる青木福子。青木は1947年4月3日、後楽園球場で行われた「第10回日本野球読売旗争奪戦」で初放送し、約1年半ウグイス嬢を務めた後、笠原と結婚した。

## メディア
1979年の映画『英霊たちの応援歌 最後の早慶戦』に実名人物が登場するほか、2008年に同様に出陣学徒壮行早慶戦を映画化した『ラストゲーム 最後の早慶戦』では、彼をモデルとした笠原忠之なる人物（この人物は岡本忠之もモデルにした）が登場し永井浩介が演じた。また同年にD-BOYSが劇作化した『ラストゲーム〜最後の早慶戦〜 (劇作品)』では、同じく彼がモデルの笠井和也（主将）が登場し鈴木裕樹が（2010年の再演版でも）演じた。

## 詳細情報

### 年度別打撃成績
| 年 度     | 球 団            | 試 合 | 打 席 | 打 数 | 得 点 | 安 打 | 二 塁 打 | 三 塁 打 | 本 塁 打 | 塁 打 | 打 点 | 盗 塁 | 盗 塁 死 | 犠 打 | 犠 飛 | 四 球 | 敬 遠 | 死 球 | 三 振 | 併 殺 打 | 打 率 | 出 塁 率 | 長 打 率 | O P S |
| --------- | ---------------- | ----- | ----- | ----- | ----- | ----- | -------- | -------- | -------- | ----- | ----- | ----- | -------- | ----- | ----- | ----- | ----- | ----- | ----- | -------- | ----- | -------- | -------- | ----- |
| 1948      | 南海             | 140   | 607   | 540   | 100   | 160   | 40       | 7        | 7        | 235   | 72    | 28    | 15       | 0     | --    | 67    | --    | 0     | 55    | --       | .296  | .374     | .435     | .809  |
| 1949      | 南海             | 135   | 574   | 508   | 72    | 137   | 27       | 3        | 7        | 191   | 57    | 12    | 3        | 1     | --    | 63    | --    | 2     | 57    | --       | .270  | .353     | .376     | .729  |
| 1950      | 南海             | 108   | 410   | 361   | 54    | 99    | 17       | 2        | 6        | 138   | 56    | 8     | 1        | 1     | --    | 45    | --    | 3     | 25    | 11       | .274  | .359     | .382     | .742  |
| 1951      | 南海             | 75    | 233   | 213   | 17    | 78    | 14       | 5        | 2        | 108   | 28    | 4     | 2        | 1     | --    | 18    | --    | 1     | 8     | 3        | .366  | .418     | .507     | .925  |
| 1952      | 南海             | 98    | 254   | 232   | 16    | 64    | 8        | 2        | 2        | 82    | 26    | 2     | 1        | 2     | --    | 19    | --    | 1     | 16    | 3        | .276  | .333     | .353     | .687  |
| 1953      | 南海             | 55    | 70    | 61    | 4     | 11    | 1        | 1        | 0        | 14    | 6     | 0     | 0        | 1     | --    | 8     | --    | 0     | 9     | 1        | .180  | .275     | .230     | .505  |
| 1954      | 高橋 トンボ 高橋 | 131   | 486   | 404   | 51    | 117   | 20       | 4        | 1        | 148   | 36    | 9     | 4        | 17    | 3     | 61    | --    | 1     | 18    | 7        | .290  | .384     | .366     | .750  |
| 1955      | 高橋 トンボ 高橋 | 114   | 297   | 263   | 25    | 72    | 13       | 3        | 1        | 94    | 31    | 5     | 2        | 0     | 1     | 32    | 1     | 1     | 23    | 3        | .274  | .355     | .357     | .712  |
| 1956      | 高橋 トンボ 高橋 | 36    | 36    | 30    | 1     | 8     | 1        | 0        | 1        | 12    | 13    | 0     | 0        | 0     | 2     | 4     | 1     | 0     | 3     | 1        | .267  | .353     | .400     | .753  |
| 通算：9年 | 通算：9年        | 892   | 2967  | 2612  | 340   | 746   | 141      | 27       | 27       | 1022  | 325   | 68    | 28       | 23    | 6     | 317   | 2     | 9     | 214   | 29       | .286  | .365     | .391     | .756  |

- 各年度の太字はリーグ最高
- 高橋（高橋ユニオンズ）は、1955年にトンボ（トンボユニオンズ）に、1956年に高橋（高橋ユニオンズ）に球団名を変更

### 年度別監督成績
| 年度   | 順位 | 試合数 | 勝利 | 敗戦 | 引分 | 勝率 | ゲーム差 | 本塁打 | 打率 | 防御率 | 年齢 | 球団        |
| ------ | ---- | ------ | ---- | ---- | ---- | ---- | -------- | ------ | ---- | ------ | ---- | ----------- |
| 1955年 | 8位  | 16     | 7    | 9    | 0    | .438 | -        | 3      | .255 | ?      | 35歳 | トンボ 高橋 |
| 1956年 | 8位  | 154    | 52   | 98   | 4    | .347 | 45.5     | 50     | .214 | 3.26   | 36歳 | トンボ 高橋 |

- 1955年の成績は浜崎真二から引き継いだ9月24日からのもの。ゲーム差は、9月24日の時点で首位南海から53、シーズン終了時点で同じく57。

### 記録
- シーズン40二塁打 ※新人プロ野球記録（前年の藤村富美男を超える1リーグ最多記録。日本記録としては1950年に大沢清が更新。球団としては2024年に栗原陵矢が並ぶまで単独最多記録。）
- シーズン100得点 ※新人プロ野球記録（当時は安井亀和を超える日本プロ野球記録、翌年に別当薫が更新）

### 背番号
- 22 （1948年 - 1953年）
- 4 （1954年 - 1956年）
- 30 （1957年）

## 関連情報

### 出演番組
- ABCフレッシュアップベースボール - ABCラジオのプロ野球中継の現行タイトル。
- 侍プロ野球 - 1974年までABCテレビ（1975年以降はNETテレビ→テレビ朝日系列）のプロ野球中継キー局だったTBSテレビと系列局の現行共通タイトル。
- KBS京都エキサイトナイター

### 著書
- 笠原和夫、松尾俊治著　『学徒出陣最後の早慶戦 : 還らざる英霊に捧げる』（恒文社,1980年）
- 笠原和夫、松尾俊治著　『最後の早慶戦 : 学徒出陣還らざる球友に捧げる』（ベースボール・マガジン社,2008年）ISBN 978-4-583-10106-4「学徒出陣最後の早慶戦」の増訂